# NGC 2870
NGC 2870 est une galaxie spirale située dans la constellation de la Grande Ourse. NGC 2870 a été découverte par l'astronome germano-britannique William Herschel en 1790.

## Caractéristiques
La classe de luminosité de NGC 2870 est II-III et elle présente une large raie HI. C'est peut-être une galaxie active. NGC 2870 est une galaxie du champ, c'est-à-dire qu'elle n'appartient pas à un amas ou un groupe et qu'elle est donc gravitationnellement isolée.

### Distance
Sa vitesse par rapport au fond diffus cosmologique est de3 348 ± 10 km/s, ce qui correspond à une distance de Hubble de 49,4 ± 3,5 Mpc (∼161 millions d'al).
À ce jour, six mesures non basées sur le décalage vers le rouge (redshift) donnent une distance de 46,133 ± 1,933 Mpc (∼150 millions d'al), ce qui est à l'intérieur des valeurs de la distance de Hubble. 

### Classification
Wolfgang Steinicke et la base de données HyperLeda classent cette galaxie comme une spirale barrée, alors que la base de données NASA/IPAC classe cette galaxie comme une spirale ordinaire (Sbc). On ne voit pas la présence d'une barre sur l'image de l'étude SDSS, aussi la classification NASA/IPAC semble plus appropriée.